# Beethova Obas
Beethova Obas (né le 25 mars 1964 en Haïti) est un guitariste, auteur, compositeur et chanteur haïtien.
Son père était le peintre Charles Obas, assassiné en 1969 sous le régime Duvalier. Son prénom « Beethova » est une référence à Beethoven. Ses chansons sont engagées politiquement, particulièrement contre les politiciens et l'armée.
Il remporte en 1988 le concours Découvertes RFI, dont le président est Manu Dibango. Il participe à l'album Matebis avec le martiniquais Paulo Rosine et son groupe Malavoi. Son premier album Si parait en 1993. Il vit à Bruxelles de 2005 à 2020, puis retourne en Haïti début décembre 2020.

## Discographie
- 2020 : Bon bagay, Aztec Musique
- 2010 : Futur, CD Baby
- 2003 : Kè'm Pozé, Creon Music
- 1999 : Planet Là[4], Disques Nuit d'Afrique
- 1996 : Pa Prese, Declic communication
- 1993 : Si, Declic communication
- 1990 : Le Chant de la Liberté